# عزیز من سنیوریتا
عزیز من سنیوریتا (اسپانیایی: Mi querida señorita‎) یک فیلم اسپانیایی به کارگردانی خائیمه د آرمینیان محصول سال ۱۹۷۲ است.